# Strymon sylea
Strymon sylea is een vlinder uit de familie van de Lycaenidae. De wetenschappelijke naam van de soort werd als Thecla sylea in 1867 gepubliceerd door William Chapman Hewitson.